# Славин, Борис Фёдорович
Бори́с Фёдорович Сла́вин (род. 26 января 1941, Волгоград) — советский и российский политолог, журналист, публицист. С 2000 года — помощник и соавтор Михаила Горбачёва. Доктор философских наук. Профессор кафедры политологии Института истории и политики МПГУ. Действительный член Академии политических наук. Главный редактор журнала «Демократия и социализм ХХI».

## Биография
После восьмого класса школы пошёл работать на Московский завод малолитражных автомобилей, перевелся в вечернюю школу, в 1959 году поступил на историко-филологический факультет МГПИ им. В. И. Ленина, затем окончил аспирантуру на кафедре философии гуманитарных факультетов МГУ им. Ломоносова (кандидатская диссертация: «Роль целей и целевых социальных систем в научном управлении развитым социалистическим обществом»). Член КПСС (1966-1991).
После окончания института в 1964 году работал учителем истории и обществоведения в вечерней школе №55 Москвы, после окончания аспирантуры в 1969 году работал в Лаборатории систем управления разработками систем (ЛаСУРС) при МГПИ, которой руководил кандидат химических наук Побиск Кузнецов. 
С 1970 года по 1981 год работал преподавателем кафедры научного коммунизма МГПИ, с 1981 года по 1987 год руководил кафедрой общественных наук Центрального института усовершенствования учителей Министерства просвещения РСФСР.
В 1977 году  защитил кандидатскую диссертацию на тему: «Роль целей и целевых социальных систем в научном управлении развитым социалистическим обществом».
В 1986 году защитил докторскую диссертацию на тему: «Целевое управление и моделирование социальных процессов в условиях совершенствования социализма». 
С 1987 года работал в ИМЛ при ЦК КПСС, с мая 1991 года — заместителем директора Института теории и истории социализма ЦК КПСС (новое название ИМЛ).
С осени 1991 до 1999 года работал в газете «Правде» в качестве члена редколлегии и редактора отдела политологии, одновременно преподавал в МГПУ как профессор на кафедре политологии. 
С 1995 года Славин — руководитель исполнительного секретариата Партии самоуправления трудящихся, возглавляемой Святославом Фёдоровым. В 1995 году на съезде избирательного объединения «Партия самоуправления трудящихся» был включен в федеральный список кандидатов в депутаты Государственной думы Федерального Собрания РФ, однако на выборах ПСТ не смогла преодолеть 5%-й барьер, в 1999 тоже баллотировался в Госдуму РФ от блока Николаева-Федорова. 
С 2000 года — главный редактор газеты «Новая жизнь», издававшейся под патронатом М. С. Горбачёва.
По своему мировоззрению принадлежит к школе критического марксизма, а по политическим взглядам — к левой социал-демократии.
С 2000 года — помощник президента Горбачёв-Фонда.

## Семья
Был женат на однокурснице Валентине Александровне Славиной (1941-2023; доктор филологических наук, профессор, была заведующей кафедрой журналистики и медиакоммуникаций Института журналистики, коммуникации и медиаобразования МПГУ, которая ныне носит ее имя).	
- Двое детей: 
  - сын — Славин, Борис Борисович (1962 г.р., ученый, педагог и общественный деятель, профессор кафедры «Бизнес-информатика», научный руководитель факультета прикладной математики и ИТ, директор Института развития цифровой экономики Финансового университета при Правительстве РФ, один из основателей Союза ИТ-директоров России);
  - дочь — Славина, Наталья Борисовна (1974 г.р., журналистка, писатель; работает собкором агентства ИТАР-ТАСС в Нью-Йорке).

## Основные работы
- Славин Б. Ф. Вопросы теории и практики целевого управления социальными процессами. Москва: МГПИ, 1985.
- Славин Б. Ф. После социализма… Метаморфозы российской политики конца XX в. М.: АО «Флинта», 1997. ISBN 5-89349-040-1
- Славин Б. Ф. О социальном идеале Маркса. М.: Едиториал УРСС, 2004.
- Славин Б. Ф. Социализм и Россия. М.: Едиториал УРСС, 2004.
- Горбачёв М. С., Славин Б. Ф. Неоконченная история. Три цвета времени. Беседы М. С. Горбачёва с политологом Б. Ф. Славиным. М.: Международные отношения, 2005.
- Славин Б. Ф. Идеология возвращается. М.: Социально-гуманитарные знания, 2009. ISBN 978-5-901715-86-4
- Славин Б. Ф. Ленин против Сталина. Последний бой революционера. М.: Едиториал УРСС, 2010 ISBN 978-5-354-01339-5
- Славин Б. Ф. Марксизм: испытание будущим. О дискуссионных вопросах теории и истории марксизма. М.: Ленанд, 2014. ISBN 978-5-9710-0988-7
- Дорога к свободе: Критический марксизм о теории и практике социального освобождения / Под общ. ред. Б.Ф. Славина. - М.: Ленанд, 2013.
- Вершина Великой революции. К 100-летию Октября. Под общей ред. Б.Ф.Славина, А.В. Бузгалина.- М.: Алгоритм, 2017. ISBN 978-5-906947-50-5
- Славин Б. Ф. Возвращение Маркса. О социальном идеале Маркса и исторических судьбах социализма. М.: Ленанд, 2019. ISBN 978-5-9710-6067-3